# I Said I Love You First
I Said I Love You First è un album in studio collaborativo della cantante statunitense Selena Gomez e del produttore statunitense Benny Blanco, pubblicato il 21 marzo 2025 dalla SMG, Friends Keep Secrets e Interscope.

## Antefatti
Selena Gomez e Benny Blanco hanno collaborato assieme per il secondo album in studio da solista della cantante Revival del 2015, in cui Blanco ha prodotto gli estratti Kill Em with Kindness e Same Old Love. La coppia è poi tornata in studio per registrare il singolo collaborativo I Can't Get Enough con Tainy e J Balvin, pubblicato nel febbraio 2019.
Blanco e Gomez hanno annunciato il loro fidanzamento ufficiale nel luglio 2023, e la coppia ha prodotto il singolo Single Soon, uscito nell'agosto 2023. Nel gennaio 2025 Blanco ha pubblicato un video sui propri social media in cui si vede Gomez in studio di registrazione con lo stesso produttore.
A febbraio 2025 hanno iniziato a circolare speculazioni su un possibile ritorno sulle scene musicali di Gomez. La cantante è stata avvistata al parco Disneyland di Anaheim, in California, mentre registrava un videoclip insieme a Blanco. Il Daily Mail ha poi riportato la notizia secondo cui Gomez avrebbe pubblicato a sorpresa nuova musica prima dei BAFTA, nonostante avesse dichiarato in precedenza di volersi concentrare sulla recitazione. I due artisti hanno successivamente alimentato i sospetti di un'imminente progetto musicale attraverso i loro profili Instagram: Blanco ha cancellato tutti i suoi post, lasciando solo quelli in cui appare insieme a Gomez, e ha anche ricondiviso una storia di Gomez che mostrava un foglio riportante la frase "I Said I Love You First". Il 13 febbraio i due hanno confermato ufficialmente, tramite i loro profili social, l'uscita dell'album collaborativo.

## Composizione
L'idea di un album collaborativo è nata quando, ascoltando '03 Bonnie & Clyde di Jay-Z e Beyoncé, Blanco ha immaginato quanto sarebbe stato interessante creare un progetto con la sua partner. Il disco è stato registrato quasi interamente a casa di Blanco e per questo Gomez ha descritto le sessioni di registrazione come le più intime mai vissute, grazie anche alla collaborazione di amici fidati come Julia Michaels e Justin Tranter, con cui aveva già lavorato in passato (Good for You, Bad Liar, Boyfriend). In merito alla sua composizione, Gomez ha spiegato che le loro conversazioni quotidiane si trasformavano spontaneamente in canzoni, senza una direzione predefinita: Blanco annotava le sue parole come fosse un diario personale, talvolta senza che lei se ne accorgesse. La coppia, inoltre, ha dichiarato che il processo creativo è stato sorprendentemente rapido e naturale, definendolo l’album più veloce che abbiano mai realizzato. In particolare, Blanco ha descritto il processo creativo come un'esperienza carica d'amore, catartica, terapeutica e mantenuta volutamente riservata per poter scrivere in totale libertà.
Il disco è stato realizzato senza aspettative precise, rappresentando un'esperienza intima e personale, che ha riacceso in Gomez l'entusiasmo per la musica dopo tanto tempo. Pertanto, Blanco ha definito la pubblicazione dell'album come una "conseguenza naturale": ha compreso quanto fosse importante per entrambi, con la speranza che potesse trasmettere la stessa gioia anche agli altri.
I Said I Love You First è un album versatile che include anche canzoni di altri generi, tra cui il pop latino di “I Can't Get Enough”[11] e l'hyperpop di “Bluest Flame”. Segue una narrazione che parte dalla fine di una relazione fallita, all'incontro tra Gomez e Blanco, fino alla “felicità attuale della coppia”. La prima traccia è una registrazione vocale di un discorso tenuto da Gomez al cast e alla troupe di Wizards of Waverly Place

## Titolo e copertina
L'idea del titolo è nata da Blanco ed è legata a un momento personale tra i due artisti: durante un'intervista hanno rivelato che è stata Gomez a pronunciare per prima le parole "ti amo", subito dopo un'operazione alla mano, mentre era ancora sotto l'effetto dell'anestesia. In seguito, Blanco aveva pianificato di ricambiare la dichiarazione in un momento speciale, ma anche in quell'occasione è stato anticipato da Gomez.
La copertina dell'album, scattata da Petra Collins, mostra un'atmosfera intima, con Gomez e Blanco seduti su un letto e visti attraverso il buco di una serratura. Questo dettaglio suggerisce un senso di intimità e vulnerabilità, rendendo lo spettatore partecipe di un loro momento privato, e riflette la natura personale e sincera dell'album.

## Promozione
Il 14 febbraio, per celebrare San Valentino, la coppia ha pubblicato a sorpresa il brano Scared of Loving You, traccia di chiusura del disco. Sempre il 14 febbraio, a Los Angeles, si è svolto un evento pop-up dedicato al quinto anniversario del terzo album della cantante, Rare, con la vendita di alcune copie in edizione limitata. Alcuni fan dopo l'ascolto di quest'ultime hanno notato un'anteprima di pochi secondi di un brano inedito di Gomez (che si è poi scoperto essere Sunset Blvd, pubblicato un mese dopo). Lo stesso giorno viene pubblicata un'intervista con Interview Magazine, in cui la coppia ha svelato il testo di Younger and Hotter than Me, definendolo come futuro singolo dell'album.
Il 17 febbraio Blanco ha pubblicato su Instagram una storia con Gomez e Gracie Abrams, ricondivisa da Justin Tranter, noto collaboratore di Selena, suggerendo così il loro coinvolgimento nel progetto musicale. Il 19 febbraio, durante un evento a Londra di Rare Beauty, brand di cosmesi della cantante, Gomez ha fatto ascoltare ai fan in anteprima la collaborazione con Abrams Call Me When You Break Up. La stessa sera quest'ultima ha cantato il brano al pianoforte durante un suo concerto ad Amburgo, in Germania. Il 21 febbraio la canzone è stata pubblicata ufficialmente come singolo dell'album.
Il 4 marzo Selena e Benny hanno rivelato la tracklist completa del loro album. Il 9 marzo i due hanno pubblicato una storia su Instagram in cui guidavano a Sunset Boulevard, facendo ascoltare per pochi secondi la stessa anteprima scoperta dai fan nell'edizione limitata del quinto anniversario di Rare. Lo stesso giorno Gomez ha annunciato l'iniziativa "12 Days of Really Rare Stuff": avrebbe venduto sul suo sito ufficiale oggetti da collezione fino al giorno della pubblicazione del disco. Il primo oggetto in vendita è stato il primo anello regalatogli da Blanco.
L'11 marzo è stata annunciata la pubblicazione per il 14 marzo del brano Sunset Blvd, il cui titolo rimanda alla strada che la coppia ha percorso al primo appuntamento. Il 14 marzo Blanco ha annunciato tramite TikTok che avrebbe fatto tappa a Grand Prairie, in Texas, città natale di Gomez, per promuovere l'album. Durante l'evento ha firmato autografi, distribuito poster e offerto snow cone ai presenti da un negozio che era tra i preferiti dell'infanzia della cantante, rendendole così omaggio. Il 18 marzo Gomez ha pubblicato sui suoi profili social un video della sua audizione per Disney Channel, anticipando l'uscita del singolo promozionale Younger and Hotter than Me.
Il 19 marzo i due artisti sono apparsi nella serie Countdown To di Spotify, parlando del processo creativo dell'album. Nello stesso giorno Blanco ha pubblicato una storia su Instagram con la canzone Spring Breakers di Charli XCX, facendo riferimento alla proiezione IMAX dell'omonimo film del 2013 (con Gomez tra le protagoniste) che si sarebbe tenuta quella sera. Alla fine dell'evento è stato presentato in anteprima il brano Bluest Flame, scritto in collaborazione con Charli XCX, ed è stata regalata ai presenti una chiavetta USB contenente il brano inedito.
Il 20 marzo è stata pubblicata una puntata della serie su YouTube Hot Ones, con Gomez e Blanco come ospiti, e la coppia è stata anche intervistata al The Tonight Show. Lo stesso giorno si è tenuto un evento di lancio a New York e sono state annunciate quattro date per degli streaming party presso Stationhead: durante questi eventi la coppia ha risposto alle domande dei fan. Oltre a ciò, è stato lanciato un tema esclusivo su Linktree in collaborazione con i due artisti, permettendo agli utenti di personalizzare la propria pagina con una grafica ispirata all'album.
Il 21 marzo, nel giorno dell'uscita dell'album, la coppia è stata intervistata al The Today Show; inoltre, Blanco ha informato tramite TikTok che avrebbe incontrato i fan presso Chrissy's Pizza a New York e la piattaforma stessa ha lanciato una campagna speciale: al raggiungimento di 500.000 condivisioni del link dell'iniziativa sarebbe stata svelata una canzone inedita con relativo videoclip. Il contenuto esclusivo si è rivelato essere un video dietro le quinte di Talk. Il giorno seguente Gomez e Blanco hanno annunciato di aver distribuito vinili autografati dell'album in alcuni negozi indipendenti statunitensi, tra cui il Looney Tunes Record Store di New York, dove hanno firmato autografi e scattato foto con i fan.
Il 24 marzo è stata pubblicata una puntata del podcast On Purpose with Jay Shetty con Gomez e Blanco come ospiti, in cui hanno parlato della loro storia d'amore, nonché dell'esperienza di registrare un album insieme. Il 25 marzo i due sono stati intervistati al The Drew Barrymore Show, mentre la cantante ha partecipato anche ad un'intervista presso gli studi di Sirius XM a New York.

## Pubblicazione e versioni
I Said I Love You First è stato distribuito in vari formati: otto varianti in vinile (con colori e copertine alternative), tre versioni in CD, un cofanetto contenente il CD in edizione standard e un mini beauty case di Rare Beauty, nonché in formato digitale. Oltre all'edizione standard in tutti gli store digitali, nei giorni successivi alla pubblicazione dell'album Gomez ha reso disponibili per il download, esclusivamente negli Stati Uniti e tramite il suo sito ufficiale, versioni differenti dello stesso per un periodo limitato.
Il 22 marzo ha pubblicato una versione contenente la traccia aggiuntiva Stained, brano inedito di cui aveva dato nel 2016 un'anteprima senza mai pubblicarlo ufficialmente. Il giorno seguente ha pubblicato I Said I Love You First - Explained: Narrated by Selena Gomez, versione in cui condivide la storia e il processo creativo dietro ogni traccia. Il 24 marzo è stata pubblicata una versione avente come quindicesimo brano Talk, già apparso in uno spot per l'iPhone 16e e di cui Gomez aveva dato un'anteprima su Instagram il 28 febbraio.
Il 25 marzo è stata pubblicata una versione contenente l'inedito That's When I'll Care (Seven Heavens Version), mentre il 26 marzo un'edizione che include le versioni acustica ed estesa di Call Me When You Break Up.
Il 27 marzo Gomez ha reso disponibili diverse versioni del disco: una con le versioni "slowed & reverbed" di tutte le tracce dell'album, una con le basi strumentali delle stesse, una con l'aggiunta di Scared of Loving You (Live From Vevo) e un'altra con How Does It Feel to Be Forgotten (Live From Vevo). Nello stesso giorno tutte le versioni sono state rese disponibili per il download digitale su iTunes e sette di esse sono riuscite a posizionarsi tra le prime dieci posizioni negli Stati Uniti.
Il 28 marzo è stata pubblicata una versione digitale intitolata I Said I Love You First... avente come tracce aggiuntive la versione acustica di Call Me When You Break Up e Stained.
Il 2 maggio successivo è stata rilasciata la versione deluxe con otto tracce aggiuntive.

## Accoglienza
| Recensione    | Giudizio |
| ------------- | -------- |
| Clash         | 8/10     |
| The Guardian  |          |
| NME           |          |
| Pitchfork     | 5.9/10   |
| Rolling Stone |          |
| Sputnikmusic  | 3/5      |

L'album ha ottenuto recensioni miste da parte dei critici musicali. Su Metacritic, sito che assegna un punteggio normalizzato su 100 in base a critiche selezionate, l'album ha ottenuto un punteggio medio di 64 basato su otto critiche.
Martina Rebecca Inchingolo dell'Associated Press si è complimentata per l'inclusione di artisti ospiti e per la sperimentazione di generi diversi del progetto. Jason Lipshutz di Billboard ha affermato che la Gomez «finalmente aggiunge una novità convincente al suo catalogo», mentre Dakota West Foss di Sputnikmusic l'ha definito «la sua più forte raccolta di canzoni fino ad oggi». Robin Murray di Clash ha affermato che l'album ha superato le aspettative, definendolo «un'autentica emozione» ed elogiando le «capacità di costruzione del mondo musicale» dell'album da parte di Blanco.
In una recensione meno entusiasta Olivia Horn di Pitchfork descrive l'album come «piuttosto dispersivo», trovando che le tematiche dei brani «è per lo più sublimata nel sesso, [...] più che un'indicazione di un rapporto romantico, questa qualità sommessa è un utile promemoria dei limiti del paradigma dell'autenticità nel pop». Anche Georgia Evans di NME scrive che «l'album fatica a stabilire una voce unica», riscontrando che tematicamente «invece di offrire uno sguardo davvero rivelatore sulla loro relazione, [...] mantiene una notevole distanza tra l'artista e l'ascoltatore, lasciando alla fine una sensazione di vuoto», e nella produzione appare come l'unione di «amici produttori e popstar per giocare con il progetto, piuttosto che concentrarsi su una chiara identità sonora».

## Tracce
1. I Said I Love You First – 0:44 (Selena Gomez, Benjamin Levin, Finneas O'Connell, Bart Schoudel)
2. Younger and Hotter than Me – 3:09 (Selena Gomez, Benjamin Levin, Finneas O'Connell, Bart Schoudel)
3. Call Me When You Break Up (con Gracie Abrams) – 2:06 (Selena Gomez, Benjamin Levin, Gracie Abrams, Justin Tranter, Julia Michaels, Magnus Høiberg, Dylan Brady, Mattias Larsson, Robin Fredriksson) – versione solista nell'edizione fisica
4. Ojos tristes – 3:21 (Selena Gomez, Benjamin Levin, Amanda Ibanez, María Zardoya, Ana Magdalena, Manuel Álvarez-Beigbeder Pérez, Josh Conway)
5. Don't Wanna Cry – 3:27 (Selena Gomez, Benjamin Levin, Blake Slatkin, Sébastien Akchoté-Bozović, Jackson Shanks, Mikky Ekko, Magnus Høiberg, Justin Tranter)
6. Sunset Blvd – 2:47 (Selena Gomez, Benjamin Levin, Magnus Høiberg, Justin Tranter, Michael Pollack, Amanda Ibanez, Jeremy Malvin)
7. Cowboy – 3:04 (Selena Gomez, Benjamin Levin, Magnus Høiberg, Amanda Ibanez, Jake Torrey)
8. Bluest Flame – 2:42 (Selena Gomez, Benjamin Levin, Magnus Høiberg, Charlotte Aitchison, Dylan Brady)
9. How Does It Feel to Be Forgotten – 2:41 (Selena Gomez, Benjamin Levin, Mikky Ekko, Justin Tranter, William Fly)
10. Do You Wanna Be Perfect – 0:37 (Selena Gomez, Benjamin Levin, Magnus Høiberg, Jeremy Malvin)
11. You Said You Were Sorry – 2:59 (Selena Gomez, Benjamin Levin, Magnus Høiberg, Justin Tranter, John Byron, Amanda Ibanez)
12. I Can't Get Enough (con Tainy e J Balvin) – 2:37 (Selena Gomez, Benjamin Levin, Cristina Chiluiza, Jhay Cortez, Marco Masis, Mike Sabath, José Osorio)
13. Don't Take It Personally – 2:34 (Selena Gomez, Benjamin Levin, Mikky Ekko, Justin Tranter, Blake Slatkin)
14. Scared of Loving You – 1:50 (Selena Gomez, Benjamin Levin, Finneas O'Connell)

Tracce bonus dell'edizione deluxe I Said I Love You First... And You Said It Back
1. That's When I'll Care – 3:04
2. Talk – 2:12
3. Selena Gomez – Stained – 3:29
4. Bluest Flame (DJ Sliink remix) – 2:44
5. How Does It Feel to Be Forgotten (live from Vevo) – 2:27
6. Call Me When You Break Up (versione acustica; con Gracie Abrams) – 2:50
7. Cowboy (GloRilla remix; con GloRilla) – 2:43
8. Guess You Could Say I'm in Love – 3:13

Durata totale: 22:42
Note
- Ojos Tristes contiene un'interpolazione di El Muchacho de los Ojos Tristes, scritta da Ana Magdalena e Manuel Alejandro, eseguita da Jeanette.

## Successo commerciale
I Said I Love You First ha debuttato al secondo posto della Billboard 200, segnando il settimo progetto in top ten di Gomez e il primo di Blanco e totalizzando 120 000 unità. In tal modo ha registrato il miglior debutto settimanale per entrambi gli artisti. Nel Regno Unito l'album ha esordito alla quarta posizione della Official Albums Chart, divenendo il secondo progetto della cantante a occupare una delle prime dieci pozioni della classifica dopo Rare del 2020 e il primo del produttore.
In Australia l'album ha esordito alla quinta posizione della ARIA Album Chart, divenendo il quarto album di Gomez a raggiungere le prime dieci posizioni e il primo di Blanco.

## Classifiche
| Classifica (2025) | Posizione massima |
| ----------------- | ----------------- |
| Australia         | 5                 |
| Austria           | 5                 |
| Belgio (Fiandre)  | 6                 |
| Belgio (Vallonia) | 5                 |
| Canada            | 6                 |
| Danimarca         | 15                |
| Finlandia         | 40                |
| Francia           | 12                |
| Germania          | 2                 |
| Grecia            | 96                |
| Irlanda           | 4                 |
| Islanda           | 32                |
| Italia            | 48                |
| Lituania          | 22                |
| Norvegia          | 10                |
| Nuova Zelanda     | 6                 |
| Paesi Bassi       | 12                |
| Polonia           | 5                 |
| Regno Unito       | 4                 |
| Repubblica Ceca   | 30                |
| Slovacchia        | 21                |
| Spagna            | 5                 |
| Stati Uniti       | 2                 |
| Svezia            | 45                |
| Svizzera          | 6                 |
| Ungheria          | 12                |